# Chalkville (Alabama)
Chalkville era un lugar designado por el censo ubicado en el condado de Jefferson, Alabama, Estados Unidos. En el año 2000 tenía una población de 3.829 habitantes y una densidad poblacional de 503,1 personas por km². El área es ahora parte de la ciudad de Clay.

## Demografía
En el 2000 la renta per cápita promedia del hogar era de $55,114, y el ingreso promedio para una familia era de $56,518. El ingreso per cápita para la localidad era de $19,929. Los hombres tenían un ingreso per cápita de $34,977 contra $29,266 para las mujeres.

## Geografía
Chalkville estaba ubicado en las coordenadas 33°40′4″N 86°38′59″O / 33.66778, -86.64972. Según la Oficina del Censo, tenía un área total de 7,6 km² (2,9 mi²), de la cual 7,5 km² (2,9 mi²) era tierra y 0,1 km² (0 mi²) (1.5%) era agua.